# Балашов Юрій Сергійович (шахіст)
Юрій Сергійович Балашов (нар. 12 березня 1949 року, Шадринськ) —  радянський і російський шахіст, міжнародний гросмейстер (1973). Чемпіон Москви (1970). Чемпіон Литви (1977). Переможець шахової олімпіади 1980 року в складі команди СРСР. Від 1966 року проживає в Москві.

## Біографія

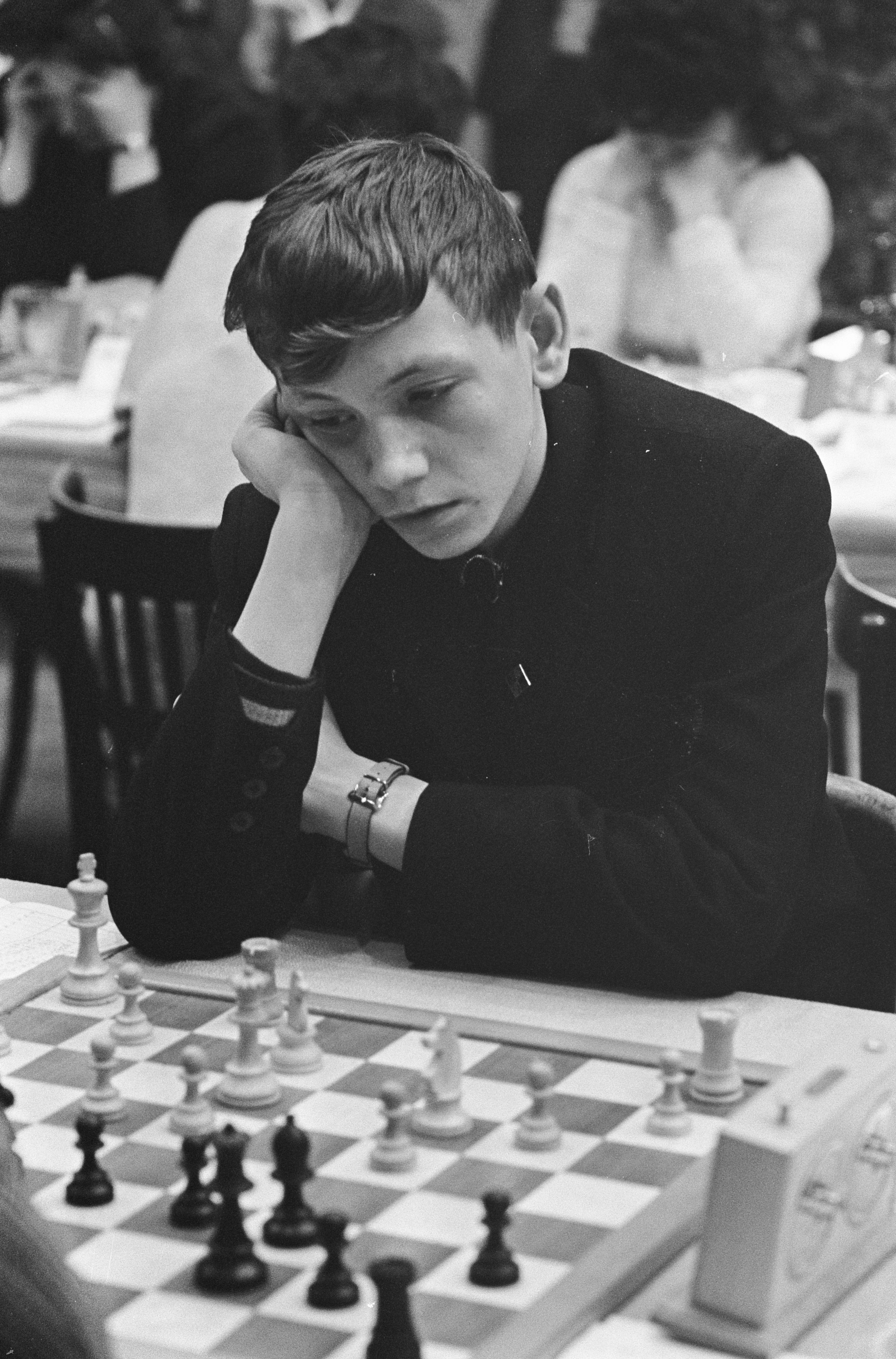
1965 року

Юрій Сергійович Балашов народився 12 березня 1949 року в місті Шадринськ Курганської області у великій робітничій сім'ї.
У 12 років здобув перший розряд з шахів, а в 15 років став наймолодшим майстром спорту СРСР. Першим тренером був Володимир Олександрович Дюков.
У 1961 і 1962 роках ставав чемпіоном міста Шадринська, а 1964 року — чемпіоном Курганської області з шахів.
У 1972 році закінчив шахове відділення Державного центрального ордена Леніна інституту фізичної культури. Його дипломна робота була присвячена творчості Боббі Фішера.
1970 року виграв чемпіонат Москви, а 1977 став чемпіоном Литви. Посів друге місце після Анатолія Карпова в чемпіонаті СРСР 1976 року. Неодноразово представляв СРСР на командних змаганнях, зокрема на чемпіонатах світу серед студентів 1971, 1972 і 1974 років, в командних чемпіонатах Європи 1970, 1973, 1977 і 1980 років, а також на XXIV-й олімпіаді 1980 року, де команда СРСР стала переможницею.
Учасник змагань на першість світу (від 1969). Зональні турніри ФІДЕ: 1975 — 1-4-е, 1978 — 1-е, 1985 (чемпіонат СРСР) — 4-6-е місця; Міжзональний турніри: Маніла (1976) і Ріо-де-Жанейро (1979) — 7-9-е, Толука-де-Лердо (1982) — 9-10-е, Таско (1985) — 16-е місця (не закінчив змагання через хворобу).
Найкращі результати в інших міжнародних змаганнях: Гастінгс (1965/1966, побічний турнір; 1966/1967, 1985–1986) — відповідно 1-2-е, 3-5-е і 3-4-е; Скоп'є (1970) — 5-е; Вейк-ан-Зеє (1973 і 1982) — 2-е і 1-2-е; Таллінн (1973) — 3-6-е (з Бронштейном, Кєресом і Спаським); Сьєнфуегос (1975) — 2-3-е; Галле (1976) і Карловац (1979) — 1-е; Лон-Пайн (1977) і Мюнхен (1979) — 1-4-е; Лон-Пайн (1980) — 3-7-е; Сочі (1980) — 2-е; Ганновер (1983) і Юрмала (1985) — 3-е; Гельсінкі (1983, 1984) — 4-е і 1-е; Мінськ (1986) і Дортмунд (1987) — 1-е; Воронеж (1987) і Мальме (1987 / 1988) — 1-2-е місця.
Член символічного клубу переможців чемпіонів світу Михайла Чигоріна (1980).
Шахіст активного позиційного стилю, любить тактичну боротьбу.
Відомі успіхи Балашова на тренерській ниві. Серед тих, кому він у різні роки допомагав — чемпіони світу Анатолій Карпов і Борис Спаський. 1978 року Балашов удостоєний звання «Заслужений тренер СРСР», а в 2005 році — «Заслужений тренер ФІДЕ».
За досягнення в галузі шахів нагороджений орденом «Дружба народів» (1981).
На початку 1990-х років в Кургані була створена «Школа гросмейстера Ю. С. Балашова». Працює "Школа Ю. С. Балашова "в Набережних Челнах.
Від 2001 до 2009 року в Шадринську проводився турнір на призи Юрія Балашова.

## Сім'я
Дружина (з 1971) Олена Юріївна (нар. 1949, Шмідке) — шаховий майстер.
У них п'ятеро дітей: Наталія (нар. 1972), Ольга (нар. 1976), Олексій (нар. 1983), Тетяна (нар. 1985), Олександр (нар. 1987).

## Зміни рейтингу
| На цьому місці має відображатися графік чи діаграма, однак з технічних причин його відображення наразі вимкнено. Будь ласка, не видаляйте код, який викликає це повідомлення. Розробники вже працюють для того, щоби відновити штатне функціонування цього графіка або діаграми. | |
| | На цьому місці має відображатися графік чи діаграма, однак з технічних причин його відображення наразі вимкнено. Будь ласка, не видаляйте код, який викликає це повідомлення. Розробники вже працюють для того, щоби відновити штатне функціонування цього графіка або діаграми. |